# Трг Бориса Кидрича, парк, Улица Маршала Тита и Трг Младена Милорадовића у Великом Градишту
Трг Бориса Кидрича, парк, Улица Маршала Тита и Трг Младена Милорадовића у Великом Градишту су саграђени средином 19. века. С обзиром да представљају значајну историјску грађевину, проглашени су непокретним културним добром од изузетног значаја Републике Србије. Налазе се у Великом Градишту, под заштитом су Регионалног завода за заштиту споменика културе Смедерево.

## Историја
Данашња Улица Кнеза Лазара је од изузетног значаја јер се пружа правцем југозапад-североисток и повезује два, за економију некадашњег Великог Градишта, кључна пункта. На североистоку, у непосредној близини Дунава и пристаништа на њему, се налазио Житни трг на коме се трговало житарицама, а на југозападу Марвени трг, данас Трг Младена Милорадовића, на коме се одвијала трговина сточним фондом. Крајем прве половине 19. века, услед наглог економског развоја до кога је дошло захваљујући повољном геостратешком положају, Велико Градиште добија улогу значајног пословног центра и велике извозне луке. Године 1841. Франц Јанке израђује први урбанистички план Великог Градишта „План старе и нове чаршије”. Крајем друге половине 19. века на простору који се налазио између две пијаце у данашњој Улици Кнеза Лазара је завршен процес формирања тадашње „Старе Чаршије” као трговачко-пословног средишта вароши. Са обе стране улице су подигнути улични низови пословних и стамбено-пословних објеката. За разлику од Старе Чаршије која је кроз време задржала своју просторну структуру и намену, услед убрзаног развоја и изградње нових објеката, Марвени и Житни трг пролазе кроз процес урбане трансформације. Тако некадашње пијаце постају сложене урбане структуре стамбено-пословног карактера на Марвеном тргу и управно-административног на Житном тргу где се отварају и објекти капиталних вредности за Велико Градиште тога времена. На месту на коме се некада налазила Стара црква 1852. године се гради нова Светих арханђела Михаила и Гаврила. У другој половини 19. и почетком 20. века се подиже објекти Среског начелства, основне школе, гимназије, „Стари биоскоп”, апотеке, кућа породице Стојадиновић и недалеко од трга, скоро на самој обали Дунава, зграда Царинарнице. Ове три међусобно различите урбане структуре, Трг Младена Милорадовића, Улица Кнеза Лазара и Житни трг, у просторном смислу и данас стоје у односу истог реда, при чему је истовремено остварена и равнотежа између урбаних структура различитих садржаја и архитектонских вредности, као односа вишег реда.  У централни регистар су уписани 11. августа 2016. под бројем ПКИЦ 76, а у регистар Регионалног завода за заштиту споменика културе Смедерево 13. јуна 2016. под бројем ПКИЦ 2.